# 16:9 (tidsskrift)
16:9 er et gratis dansk online-filmtidsskrift, som udkom første gang den 16. april 2003. I perioden 2003-2013 udkom tidsskriftet med faste intervaller fem gange om året (i februar, april, juni, september og november), men trods de faste intervaller og et look som et trykt magasin, er 16:9 aldrig udkommet på papir.
Siden 2014 har 16:9 udgivet sine artikler drypvis med et interval på cirka en uge.
Tidsskriftets redaktion består af en række filminteresserede personer med rod i det aarhusianske forsknings- og undervisningsmiljø, blandt andre Jakob Isak Nielsen, Mathias Bonde Korsgaard, Andreas Halskov og Dorte Schmidt Granild. Halskov er kendt for sin forskning i instruktøren David Lynch, blandt andet med bøgerne Paradoksets kunst og TV Peaks: Twin Peaks and Modern Television Drama (Syddansk Universitetsforlag, 2015), mens Dorte Schmidt Granild har forfattet Forlaget Lindhardt og Ringhofs lærebog Dox om dokumentarfilm.
Redaktionen skriver og producerer indholdet i samarbejde med en lang række eksterne skribenter Arkiveret 5. august 2017 hos  Wayback Machine.
16:9 fokuserer på spillefilm og tv-drama, men bringer også artikler om dokumentarfilm, musikvideoer og andre audiovisuelle udtryksformer.
16:9 vandt i 2004 Århusprisen i kategorien "årets film".
Tidsskriftet udgives med støtte fra Det Danske Filminstitut samt Kulturministeriets bevilling til almenkulturelle tidsskrifter.

## Ekstern henvisning
- 16:9 Arkiveret 18. september 2004 hos  Wayback Machine